# Rurki Kasba
Rurki Kasba é uma vila no distrito de Patiala, no estado indiano de Punjab.

## Demografia
Segundo o censo de 2001, Rurki Kasba tinha uma população de 8186 habitantes. Os indivíduos do sexo masculino constituem 55% da população e os do sexo feminino 45%. Rurki Kasba tem uma taxa de literacia de 69%, superior à média nacional de 59.5%: a literacia no sexo masculino é de 74% e no sexo feminino é de 63%. Em Rurki Kasba, 14% da população está abaixo dos 6 anos de idade.